# 7519 Paulcook
A 7519 Paulcook (ideiglenes jelöléssel 1989 UN3) egy kisbolygó a Naprendszerben. Brian G. W. Manning fedezte fel 1989. október 31-én.